# Municipi de Randers
El municipi de Randers és un municipi danès que va ser creat l'1 de gener del 2007 com a part de la Reforma Municipal Danesa, integrant els antics municipis de Nørhald, Purhus amb el de Randers, a més el nou municipi va rebre una part del territori dels antics municipis de Langå, Sønderhald i Mariager. El municipi és situat a l'est de la península de Jutlàndia, a la Regió de Midtjylland i abasta una superfície de 800,14 km² i forma part de la Regió metropolitana de l'est de Jutlàndia.
El territori del municipi s'estén al voltant de la ciutat de Randers, però vers s'allarga vers el nord-est fins a atènyer el Kattegat. El riu Gudenå, el més llarg de Dinamarca, travessa el municipi fins a la seva desembocadura entre el Fiord de Randers, que arriba al Kattegat, i el Grund Fjord. També hi ha el Fussing Sø, un llac de 220 ha i 3 km de llarg.
La ciutat més important i capital del municipi és Randers (59.842 habitants el 2009, la sisena ciutat del país).

## Consell municipal
Resultats de les eleccions del 18 de novembre del 2009:
| Partit                      | vots  | % vots |
| --------------------------- | ----- | ------ |
| Socialdemokratiet           | 18082 | 38,2   |
| Det Radikale Venstre        | 1466  | 3,1    |
| Det Konservative Folkeparti | 3950  | 8,4    |
| Socialistisk Folkeparti     | 4010  | 8,5    |
| Kristendemokraterne         | 218   | 0,5    |
| Beboerlisten                | 2887  | 6,1    |
| Miljølisten                 | 51    | 0,1    |
| Nihilistisk Folkeparti      | 97    | 0,2    |
| Dansk Folkeparti            | 3325  | 7,0    |
| Centerpartiet               | 33    | 0,1    |
| Venstre                     | 13175 | 27,9   |

### Alcaldes
| Alcalde               | Període               | Partit            |
| --------------------- | --------------------- | ----------------- |
| Henning Jensen Nyhuus | 1-1-2007 a 31-12-2009 | Socialdemokratiet |
|                       | 1-1-2010 a 31-12-2013 |                   |